# Hysterostomella rhytismoides
Hysterostomella rhytismoides är en svampart som först beskrevs av Schwein. ex Berk. & M.A. Curtis, och fick sitt nu gällande namn av Rehm 1898. Hysterostomella rhytismoides ingår i släktet Hysterostomella och familjen Parmulariaceae.   Inga underarter finns listade i Catalogue of Life.